# Золоті та срібні пам'ятні монети євро Монако

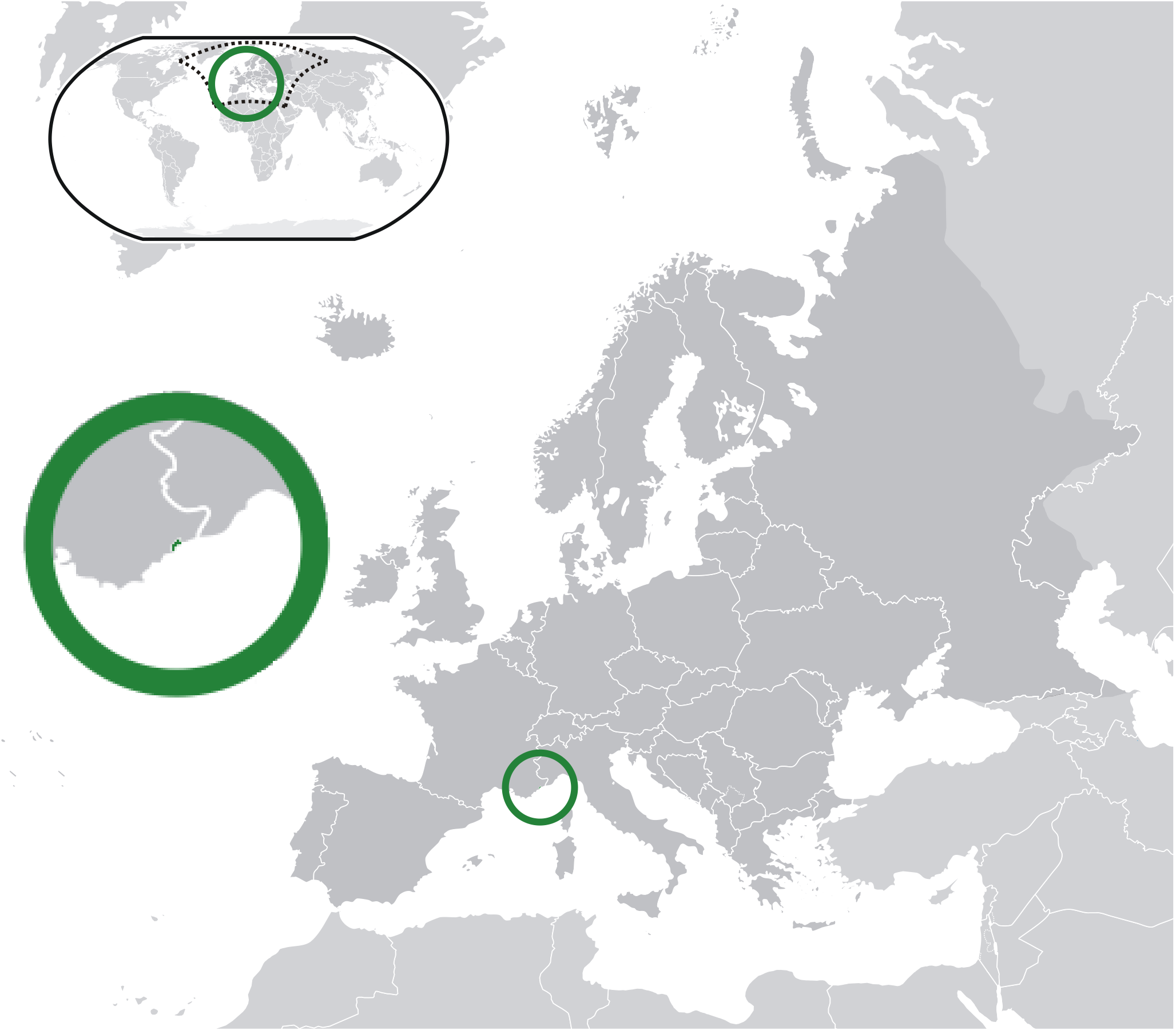
Князівство Монако на карті Європи

Золоті та срібні пам'ятні монети євро — монети, що випускаються кожною державою-членом Єврозони. Ці монети карбуються з золота та срібла, а деякі монети (які випускаються обмеженим тиражем) — з інших металів. Монако була першою країною, яка запровадила пам'ятну золоту монету номіналом 20 євро у січні 2002 року, хоча офіційно не входила до Єврозони. Нижче наведено список монет євро Князівства Монако за винятком пам'ятних монет номіналом 2 євро.
Золоті та срібні пам'ятні монети євро Монако, випущені Паризьким монетним двором, приймаються до оплати тільки на території Монако, на відміну від євромонет регулярного карбування, які є засобом платежу в усіх країнах Єврозони. Всі монети, представлені в цій статті, як правило, потрапляють у приватні колекції. По цій причині їх часто називають колекційними.
Колекційні монети здебільшого присвячені правителям маленького князівства, річницям історії, історичним подіям, а іноді — поточним подіям, що мають важливе значення для країни. З 2002 року Монако карбує різні варіації цих монет з золота та срібла номіналами від 5 до 100 євро. 

## Номінали монет та метал карбування
Станом на 2012-й рік було випущено 9 варіацій колекційних монет Монако. Усього таких монет Національний банк Монако випустив:
- одна монета в 2002 році;
- дві монети в 2003 році;
- одна монета в 2004 році;
- одна монета в 2005 році;
- дві монети в 2008 році;
- одна монета в 2011 році;
- одна монета в 2012 році[2].

У наведеній нижче таблиці монети розсортовані за монетним металом (1 блок) та номінальною вартістю (2 блок).
| Рік карбування                                    | Усього відкарбовано   |        | Метал карбування | Метал карбування | Метал карбування |     | Номінальна вартість | Номінальна вартість | Номінальна вартість | Номінальна вартість |
| Рік карбування                                    | Усього відкарбовано   | Золото | Срібло           | Біметал          | €100             | €20 | €10                 | €5                  |                     |                     |
| 2002                                              | 1                     | 1      | –                | –                | –                | 1   | –                   | –                   |                     |                     |
| 2003                                              | 2                     | 1      | 1                | –                | 1                | –   | 1                   | –                   |                     |                     |
| 2004                                              | 1                     | –      | 1                | –                | –                | –   | –                   | 1                   |                     |                     |
| 2005                                              | 1                     | 1      | –                | –                | –                | –   | 1                   | –                   |                     |                     |
| 2006                                              | 0                     | –      | –                | –                | –                | –   | –                   | –                   |                     |                     |
| 2007                                              | 0                     | –      | –                | –                | –                | –   | –                   | –                   |                     |                     |
| 2008                                              | 2                     | 1      | 1                | –                | –                | 1   | –                   | 1                   |                     |                     |
| 2011                                              | 1                     | –      | 1                | –                | –                | –   | 1                   | –                   |                     |                     |
| 2012                                              | 1                     | –      | 1                | –                | –                | –   | 1                   | –                   |                     |                     |
| Усього                                            | 9                     | 4      | 5                | 0                | 1                | 2   | 4                   | 2                   |                     |                     |
| \| Відкарбовано монет \| Монети не карбувались \| |                       |        |                  |                  |                  |     |                     |                     |                     |                     |
| Відкарбовано монет                                | Монети не карбувались |        |                  |                  |                  |     |                     |                     |                     |                     |

## Монети 2002 року
| | Реньє III — князь Монако (золото) |                                        |                                        |
| Художник: Невідомо | Художник: Невідомо                | Монетний двір: Паризький монетний двір | Монетний двір: Паризький монетний двір |
| Номінальна вартість: €20 | Метал: Au 900                     | Тираж: 3,500                           | Якість: Пруф                           |
| Дата випуску: 2002 | Діаметр: 21 мм                    | Вага: 6,45 г                           | Ціна: €720-€1,150                      |
| Це перша пам'ятна монета євро, випущена Князівством Монако. Аверс: Портрет правлячого князя Реньє III. Реверс: Герб Монако в оточенні 12 зірок, що символізують Європейський Союз. |                                   |                                        |                                        |

## Монети 2003 року
| | Реньє ІІІ та Альбер II (срібло) |                                        |                                        |  |
| Художник: Невідомо | Художник: Невідомо              | Монетний двір: Паризький монетний двір | Монетний двір: Паризький монетний двір |  |
| Номінальна вартість: €10 | Метал: Ag 900                   | Тираж: 4,000                           | Якість: Пруф                           |  |
| Дата випуску: 2003 | Діаметр: 37 мм                  | Вага: 25 г                             | Ціна: €165-€185                        |  |
| Ця монета була випущена на честь правлячого князя Реньє III та його наступника принца Альбера II. Аверс: Портрети князів Реньє III та Альбера II (зліва направо). Реверс: Герб Монако, зверху якого надпис французькою мовою «Principauté Монако» (Князівство Монако). |                                 |                                        |                                        |  |
| |                                 |                                        |                                        |  |
| | 80-річчя князя Реньє III        |                                        |                                        |  |
| Художник: Невідомо | Художник: Невідомо              | Монетний двір: Паризький монетний двір | Монетний двір: Паризький монетний двір |  |
| Номінальна вартість: €100 | Метал: Au 900                   | Тираж: 1,000                           | Якість: Пруф                           |  |
| Дата випуску: 2003 | Діаметр: 35 мм                  | Вага: 32 г                             | Ціна: €1,900-€2,350                    |  |
| Ця монета була випущена на честь 80-річчя правлячого князя Реньє III. Аверс: Портрет князя Реньє III. Реверс: Офіційна печатка дому Грімальді, навколо якої надпис французькою мовою «Principauté Monaco» (Князівство Монако).                                         |                                 |                                        |                                        |  |

## Монети 2004 року
| | 1700-річчя з дня смерті Святої Девоти |                                        |                                        |
| Художник: Невідомо | Художник: Невідомо                    | Монетний двір: Паризький монетний двір | Монетний двір: Паризький монетний двір |
| Номінальна вартість: €5 | Метал: Ag 900                         | Тираж: 15,000                          | Якість: Пруф                           |
| Дата випуску: 2004 | Діаметр: 29 мм                        | Вага: 12 г                             | Ціна: €400-€465                        |
| Монета випущена на знак вшанування пам'яті покровительки князівства Монако — Святої Девоти, яка за переказами була вбита за часів гонінь Діоклетіана і Максиміана. Аверс: Портрет правлячого князя Реньє III. Реверс: Зображення Святої Девоти, голуба та човна, що вказує на береги князівства. |                                       |                                        |                                        |

## Монети 2005 року
| | Князь Реньє ІІІ    |                                        |                                        |
| Художник: Невідомо | Художник: Невідомо | Монетний двір: Паризький монетний двір | Монетний двір: Паризький монетний двір |
| Номінальна вартість: €10 | Метал: Au 900      | Тираж: 3,313                           | Якість: Пруф                           |
| Дата випуску: 2005 | Діаметр: 18 мм     | Вага:3.22 г                            | Ціна: €189-€300                        |
| Ця монета була випущена на знак вшанування пам'яті князя Реньє III та вітання нового князя Монако — Альбера II. Аверс: Портрет князя Реньє III з роками правління 1949-2005. Реверс: Зображення Герба Монако, навколо якого надпис: «Альбер II — князь Монако». |                    |                                        |                                        |

## Монети 2008 року
| | князь Альбер II (срібло) |                                        |                                        |
| Художник: N/A | Художник: N/A            | Монетний двір: Паризький монетний двір | Монетний двір: Паризький монетний двір |
| Номінальна вартість: €10 | Метал: Ag 900            | Тираж: 4,000                           | Якість: Пруф                           |
| Дата випуску: 2011 | Діаметр: 37 мм           | Вага: 25 г                             | Ціна: €375-€450                        |
| | князь Альбер II (золото) |                                        |                                        |
| Художник: Невідомо | Художник: Невідомо       | Монетний двір: Паризький монетний двір | Монетний двір: Паризький монетний двір |
| Монети номіналом 5 і 20 євро були випущені на честь правлячого князя Монако — Альбера ІІ. Аверс: Портрет правлячого князя, навколо якого надпис «Альбер II — князь Монако». Реверс: Зображення Герба Монако, навколо якого напис французькою мовою «Principauté de Monaco» (Князівство Монако). |                          |                                        |                                        |

## Монети 2011 року
| | Князь Альбер II і княгиня Шарлін (срібло) |                                        |                                        |
| Художник: Невідомо | Художник: Невідомо                        | Монетний двір: Паризький монетний двір | Монетний двір: Паризький монетний двір |
| Номінальна вартість: €10 | Метал: Ag 900                             | Тираж: 4,000                           | Якість: Пруф                           |
| Дата випуску: 2011 | Діаметр: 37 мм                            | Вага: 25 г                             | Ціна: €375-€450                        |
| Пам'ятна монета випущена на честь одруження князя Альбера II з Шарлін Лінеттою Віттсток. Аверс: Портрети князя Альбера II і княгині Шарлін, над якими зверху розташований надпис французькою мовою «Principauté de Monaco» (Князівство Монако). Реверс: Вінценосний вензель княжої пари. |                                           |                                        |                                        |

## Монети 2012 року
| | Князь Оноре II (срібло) |                                        |                                        |
| Художник: Невідомо | Художник: Невідомо      | Монетний двір: Паризький монетний двір | Монетний двір: Паризький монетний двір |
| Номінальна вартість: €10 | Метал: Ag 900           | Тираж: 4,000                           | Якість: Пруф                           |
| Дата випуску: 2011 | Діаметр: 37 мм          | Вага: 25 г                             | Ціна: €375-€450                        |
| Пам'ятна монета випущена на честь князя Монако Оноре II, який правив у період з 1604 по 1662 рр. Аверс: Портрет князя Оноре II, зверху якого надпис «1612 — Оноре II принц Монако — 2012». Реверс: Зображення Герба Монако, навколо якого надпис девізу князівства «Deo Juvante» (З Божою допомогою). |                         |                                        |                                        |